# Isaías Rodríguez
Julián Isaías Rodríguez Díaz (Valle de la Pascua, Guárico, 26 de diciembre de 1942-Caracas, 12 de enero de 2025)fue un abogado y político venezolano. Se desempeñó como el primer vicepresidente ejecutivo de Venezuela, fiscal general de la República, y segundo vicepresidente de la Asamblea Nacional Constituyente convocada en 2017 por Nicolás Maduro. Fue embajador de Venezuela en Italia hasta mayo de 2019.

## Biografía
Fue hijo de Francisco Rodríguez Ricco y Luisa Díaz Seijas.
Se graduó de abogado en la Universidad Central de Venezuela con una especialización en Derecho del Trabajo o Laboral, milita inicialmente en el partido Acción Democrática, y después en uno de los partidos que surgen como consecuencia de una de las divisiones de este, el Movimiento Electoral del Pueblo (MEP) en el que se mantiene hasta la década de los 80. A finales de la década de 1990 se une a la campaña del entonces candidato a la presidencia Hugo Chávez, siendo electo senador en 1998 y constituyente en 1999, para poco después el 29 de enero.
Falleció a los 82 años el 12 de enero de 2025, en Caracas.

### Vicepresidente de Venezuela
El 20 de diciembre de 1999 es nombrado como el primer Vicepresidente de Venezuela bajo la nueva constitución , cargo que ocuparía hasta el 26 de diciembre de 2000.

### Fiscal general
Según designación hecha por la Asamblea Nacional, publicada en la Gaceta Oficial, de fecha 22 de diciembre de 2000. El 9 de enero de 2001 la Asamblea Nacional de Venezuela de mayoría oficialista aprueba como nuevo fiscal general de la República, debiendo este renunciar a cualquier militancia política, lo que sin embargo no evitó que durante su gestión fuese criticado por la oposición política, quien lo consideró cercano al gobierno. Durante su gestión tuvo que hacer frente a casos polémicos y situaciones difíciles como los sucesos del 11 de abril de 2002, el paro petrolero o paro cívico nacional o el asesinato del Fiscal Danilo Anderson, entre otros.
Finalmente en noviembre de 2007, Rodríguez anunció que no optaría por un nuevo periodo o designación como fiscal general, en consecuencia al terminarse el tiempo para el que fue designado, dejó de ser fiscal el 13 de diciembre de 2007, cuando el Parlamento Venezolano nombró como nueva fiscal general a una excolaboradora suya, la fiscal Luisa Ortega Díaz.
En marzo de 2008 Hernando José Contreras Pérez, uno de los fiscales encargados de investigar el “caso Anderson” lanzó una gravísima denuncia contra Rodríguez. Le acusó de perpetrar un montaje para imputar como autores intelectuales de la muerte del fiscal Danilo Anderson, entre otras figuras, a la periodista Patricia Poleo, a Salvador Romaní, hijo de un cubano anticastrista y al banquero Nelson Mezerhane, fundador e importante accionista del canal Globovisión, sobre la base de las declaraciones en agosto de 2005 del falso psiquiatra colombiano Giovanni Vásquez. En abril de 2008 salió en un vuelo rumbo a Panamá donde le concedieron asilo, un día después de una comparecencia ante la Fiscalía, declarndo que :“Ni Patricia Poleo ni Mezerhane ni los Guevara tienen nada que ver con el tema”, ha dicho. El 8 de abril la periodista María Angélica Correa pudo exhibir ante los venezolanos la prueba que desmontaría el velo de un montaje, se trató de una entrevista en la que el colombiano Giovanni Vásquez de Armas, presentado ante el país por el fiscal general de Venezuela, Isaías Rodríguez, en noviembre de 2005 como "testigo estrella" declaró haber recibido dinero del gobierno venezolano a cambio de sostener durante todo este tiempo una mentira.

### Constituyente
Se desempeñó como Segundo Vicepresidente de la Asamblea Nacional Constituyente de Venezuela de 2017, esto después de resultar electo constituyente el pasado 30 de julio de 2017, y propuesto en la sesión de instalación el 5 de agosto de 2017 por el constituyente Diosdado Cabello para ocupar un puesto dentro de la junta directiva, hasta el 27 de octubre del mismo año cuando es destituido.

### Embajador en Italia
Posteriormente es nombrado Embajador en Italia. Rodríguez renuncia a su cargo como embajador en mayo de 2019 por falta de presupuesto en la embajada.